# Kunstkammer Wien

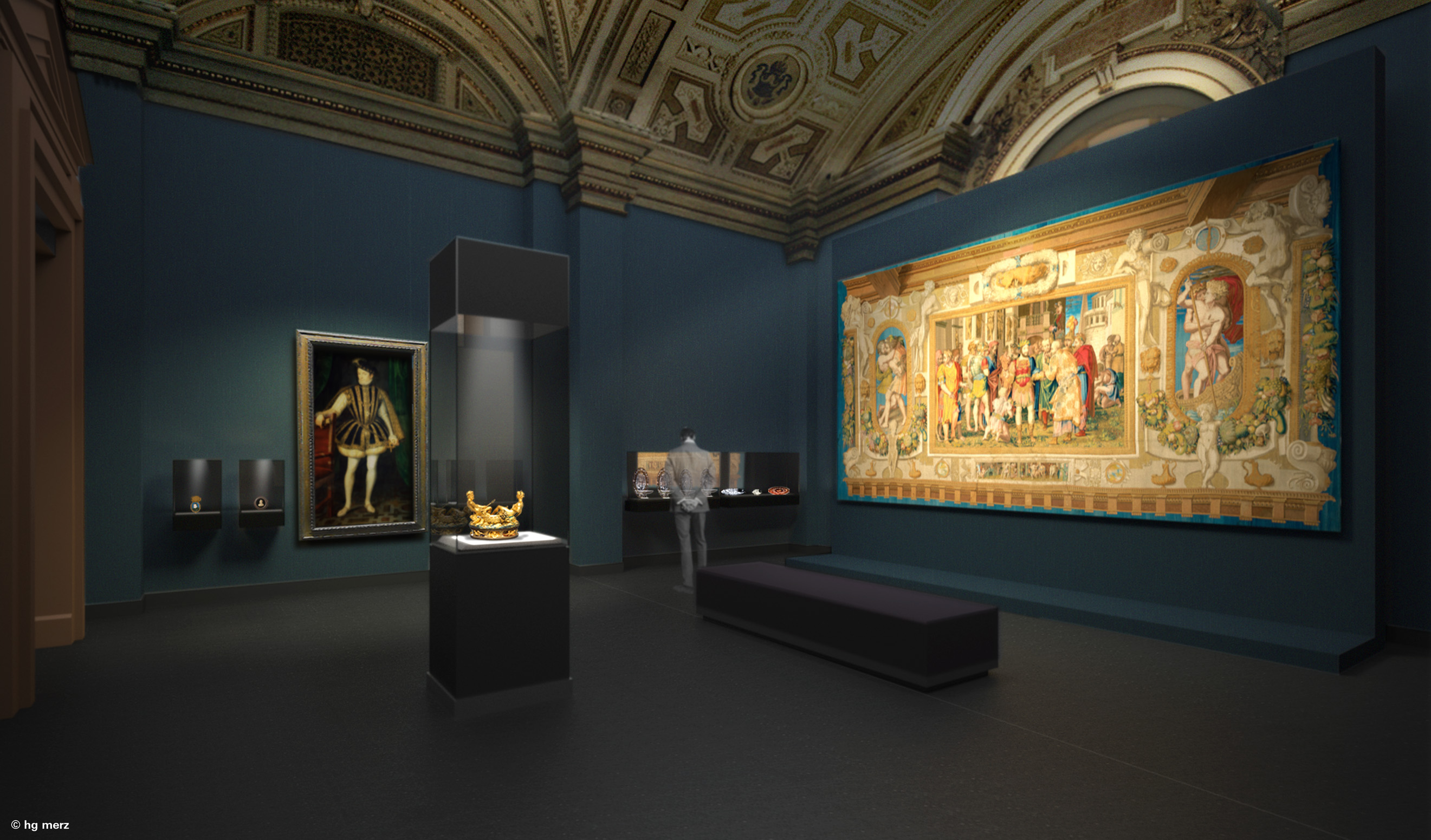
Blick in die Kunstkammer Wien

Die Kunstkammer Wien ist eine Sammlung des Kunsthistorischen Museums in Wien. Sie ist den Kunst- und Wunderkammern des späten Mittelalters, der Renaissance- und der Barockzeit nachempfunden und geht vor allem auf die früheren Sammlungen der Habsburger zurück.

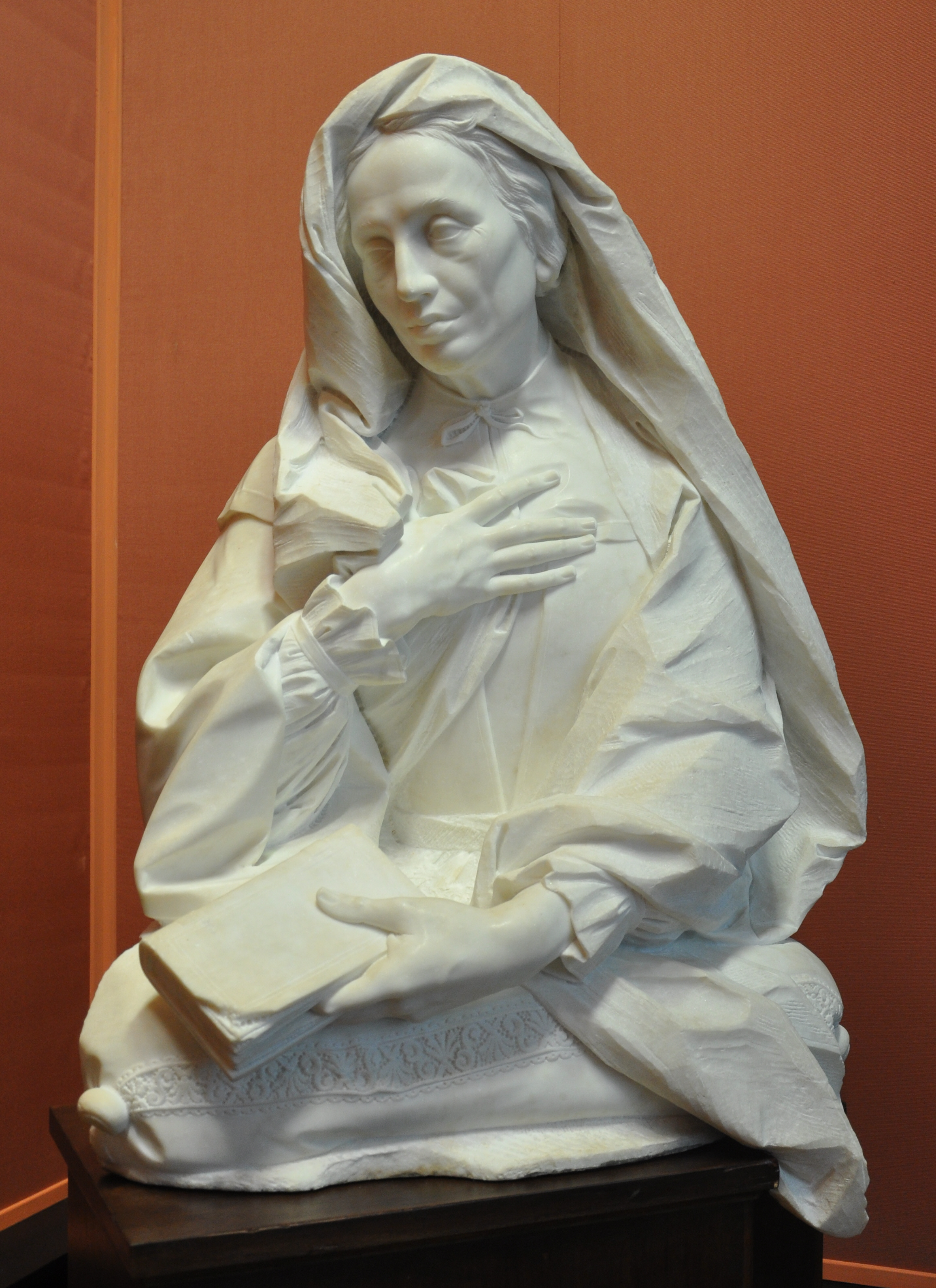
Marmorplastik der Giulia Albani degli Abati Olivieri von Camillo Rusconi (Rom, um 1719) in der Kunstkammer Wien

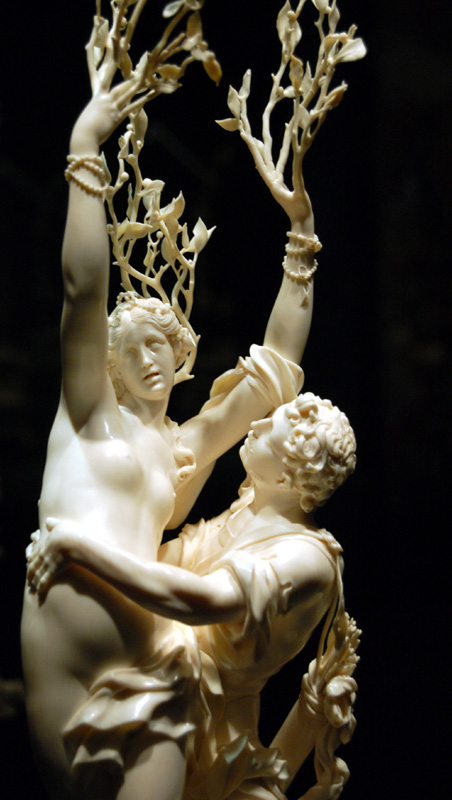
Elfenbeinstatuette „Apollo und Daphne“ von Jakob Auer (Wien, um 1688/90) in der Kunstkammer Wien

## Sammlungsgeschichte
Die Kunstkammer Wien entstand aus mehreren Einzelsammlungen, welche durch verschiedene Auftraggeber zusammengetragen wurden. Folgende Sammlungen bilden die Grundlage für die heutige Kunstkammer:
- Die Kunst- und Wunderkammer Ferdinands II. von Tirol (1529–1595). Sie war ursprünglich auf Schloss Ambras bei Innsbruck untergebracht. Aus dieser stammen ein Großteil der noch erhaltenen Stücke aus den älteren Sammlungen der Kaiser Friedrich III., Maximilian I. und Ferdinand I.

- Die Kunstkammer Kaiser Rudolfs II. (1552–1612), die in Prag zusammengetragen wurde. Viele der Schätze Rudolfs gingen im Dreißigjährigen Krieg bei der Plünderung der Prager Burg verloren, doch wurde diese aus den zuvor nach Wien verbrachten Beständen mit Werken der Goldschmiede- und Steinschneidekunst der Zeit um 1600 sowie um Bronzen bereichert.

- Im 17. Jahrhundert kamen die Bestände aus der Kunstkammer Erzherzog Leopold Wilhelms (1614–1662) hinzu. Er gilt als einer der Väter der heute im Kulturhistorischen Museum untergebrachten Gemäldegalerie, erwarb jedoch auch Renaissancebronzen meist italienischer Herkunft sowie Kleinplastiken aus Stein und Holz.

- In die Schatzkammer im Schweizertrakt der Wiener Hofburg gelangten im 17. Jahrhundert zudem seinerzeit beliebte Arbeiten aus Halbedelsteinen, Drechselarbeiten aus Elfenbein, Schnitzereien aus Rhinozeroshorn und miniaturhafte Wachsmodellierungen.

Die Sammlung im Schloss Ambras wurde 1806 vor den Truppen Napoleons nach Wien in Sicherheit gebracht, wo sie im Unteren Schloss Belvedere zunächst ihre Selbständigkeit bewahrte. Erst die unter Kaiser Franz Joseph I. ab 1875 in Angriff genommene große Reform der kaiserlichen Sammlungen vereinte schließlich alle Kunstkammerbestände im 1891 eröffneten Kunsthistorischen Museum und beließ nur die Objekte mit Insigniencharakter und solche, die an Mitglieder des Kaiserhauses erinnern, in der Schatzkammer.
Die neu gebildete Sammlung fand ihren Platz im Hochparterre des Gebäudes und wurde zunächst als „Sammlung kunstindustrieller Gegenstände“ bezeichnet. 1919 erhielt sie den Namen „Sammlung für Plastik und Kunstgewerbe“. Da diese Sammlung jedoch nur in geringem Maße Großplastiken und nur wenige zweckgebundene Gegenstände des Kunsthandwerks enthält, wurde dieser Name als unpassend betrachtet und man entschloss sich 1990 zur Rückbenennung in „Kunstkammer“.
Nach dem Zusammenbruch der Monarchie 1918 gliederte man der Wiener Kunstkammer die Sammlungen der Nebenlinie Österreich-Este an, 1921 kam die Tapisseriensammlung dazu, bestehend aus ca. 800 Wandteppichen, welche ursprünglich der Ausgestaltung der kaiserlichen Schlösser gedient hatten. Diese Sammlung zählt neben der im Besitz der spanischen Krone befindlichen zu den bedeutendsten ihrer Art. 1938 stiftete Gustav von Benda mit einem Legat der Sammlung weitere wichtige Werke der Florentiner Frührenaissance. Den Zweiten Weltkrieg überstand die Kunstsammlung mit sehr geringen Verlusten. Lediglich Teile der Tapisseriensammlung, welche als Leihgabe nach Berlin und zur Ausstattung von Görings Jagdschloss Carinhall gegeben werden mussten, gelten seit Kriegsende als verschollen.
Seit 1963 sind alle Bestände der Sammlung wieder im Kunsthistorischen Museum Wien vereint. 2002 erforderten die baulichen und technischen Gegebenheiten die vorübergehende Schließung der Kunstkammer. Im Anschluss erfolgte eine grundlegende Sanierung und Erweiterung der Räumlichkeiten sowie die Neuaufstellung und zeitgemäße Präsentation der Objekte.
Nachdem bereits im Dezember 2012 in einer öffentlichen Vorabpräsentation der erste Raum des Museums besucht werden konnte, wurde die als eine der bedeutendsten Kunstsammlungen der Welt geltende Kunstkammer Wien am 1. März 2013 wieder eröffnet.

## Bestand
Auf einer Fläche von rund 2700 m² sind ca. 2160 Objekte zu sehen, welche in 20 Themenräumen präsentiert werden.
Zu den künstlerisch bedeutenden Exponaten zählen Goldschmiedearbeiten wie die berühmte Saliera von Benvenuto Cellini, Skulpturen wie die Krumauer Madonna, Bronzefiguren, Elfenbeinarbeiten und Steingefäße, aber auch Uhren, mechanische Automaten, wissenschaftliche Instrumente, technische Spielereien und vieles mehr.

## Literatur

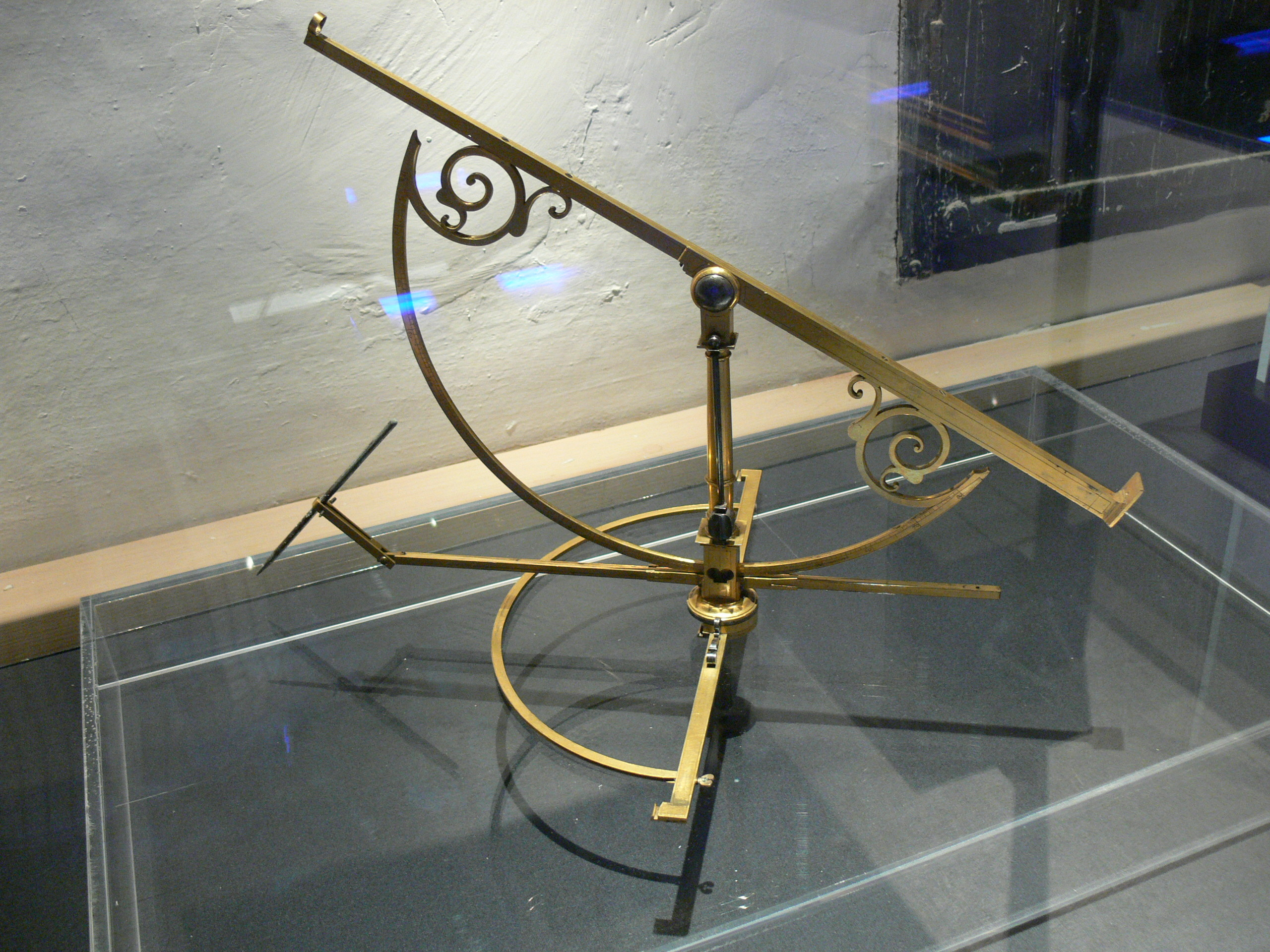
Gerät zum perspektivischen Zeichnen von Jost Bürgi (Kassel, 1604) in der Kunstkammer Wien

### Ausgewählte Objekte
| Kunstwerk                                     | Künstler                        | Jahr      | Inventarnr.   | Bemerkung                                                                     |
| --------------------------------------------- | ------------------------------- | --------- | ------------- | ----------------------------------------------------------------------------- |
| Adam und Eva                                  | Conrat Meit                     | 1520 ca.  | KK 9888, 9889 | zwei Statuen aus Buchsbaumholz                                                |
| Apollo und Daphne                             | Jakob Auer                      | 1688      | KK 4537       | Elfenbeinstatuette                                                            |
| Bergkristall-Pyramide                         | Dionysio Miseroni               | 1651–1653 | KK 2251       | 145,4 cm hohes Steinschneidekunstwerk aus Bergkristall                        |
| Brettspiel für den „Langen Puff“              | Hans Kels der Ältere            | 1537      | KK 3419–3449  | Brettspiel Kaiser Ferdinands I., nach einem Entwurf von Jörg Breu dem Älteren |
| Dichter, seiner Geliebten ein Lied vorsingend | Tullio Lombardo                 | 1505/10   | KK 7471       | Marmorrelief, früher als Bacchus und Ariadne bezeichnet                       |
| Die Einheit des Staates                       | Francesco Primaticcio           | 1540–1547 | T CV/6        | Tapisserie aus Schloss Fontainebleau                                          |
| Figurenuhr mit Diana auf dem Kentauren        | Hans Jacob Bachmann             | 1602/06   | KK 1166       | Automat mit beweglichen Figuren, der als Trinkspiel einen Pfeil schießt       |
| Flora, Ceres, Bacchus und Vulkan              | Johan Gregor van der Schardt    | 1570 ca.  | KK 1118 u. a. | feuervergoldete Bronzestatuen, Allegorie der vier Jahreszeiten                |
| Grablegung Christi                            | Andrea Mantegna zugeschrieben   | 1480      | KK 6059       | Bronzerelief, teilweise vergoldet                                             |
| Heiliger Gregor mit Schreibern                | Meister der Wiener Gregorplatte | 980/990   | KK 8399       | Elfenbeinrelief                                                               |
| Kaiser Karl V.                                | Leone Leoni                     | 1555 ca.  | KK 5504       | Portraitbüste aus Bronze                                                      |
| Kaiser Leopold I. als Sieger über die Türken  | Matthias Steinl                 | 1690/93   | KK 4662       | Reiterstatuette aus Elfenbein                                                 |
| Kaiser Rudolf II.                             | Adriaen de Vries                | 1603      | KK 5506       | Bronzebüste                                                                   |
| Knabe mit der Gans                            | Andrea Briosco                  | 1515/20   | KK 5518       | Bronzestatuette                                                               |
| König Joseph I. als Sieger über den Furor     | Matthias Steinl                 | 1693      | KK 4663       | Reiterstatuette aus Elfenbein                                                 |
| Krumauer Madonna                              | Meister der Krumauer Madonna    | 1390/1400 | KK 10156      | Kalksandstein, gefasst und vergoldet                                          |
| Madonna mit Kind                              | Antonio Rossellino              | 1465/70   | KK 5455       | Marmorrelief                                                                  |
| Madonna mit Kind                              | Donatello                       | 1445      | KK 7462       | Tondo aus vergoldeter Bronze, Marmorrahmen von Desiderio da Settignano        |
| Mechanische Galeone                           | Hans Schlottheim                | 1585      | KK 874        | Tischautomat in Form eines Schiffes                                           |
| Saliera                                       | Benvenuto Cellini               | 1540–1543 | KK 881        | Goldschmiedarbeit                                                             |
| Spielkarten aus dem Ambraser Hofjagdspiel     | Werkstätte Konrad Witz          | 1440/50   | KK 5019 u. a. | eines der ältesten Kartenspiele nördlich der Alpen                            |
| Vanitas                                       | Jörg Syrlin oder Michel Erhart  | 1470/80   | KK 1          | Allegorie der Vergänglichkeit, Figurengruppe aus Lindenholz                   |
| Weibliche Büste                               | Francesco Laurana               | 1480/90   | KK 3405       | Marmor mit Wachsapplikationen                                                 |
| Wiener Planetenuhr                            | Jost Bürgi zugeschrieben        | 1605 ca.  | KK 846        | Gehäuse von Jan Vermeyen                                                      |